# Radialiplicataceae
Famille
Les Radialiplicataceae sont une famille d'algues de l'embranchement des Bacillariophyta (Diatomées), de la classe des Coscinodiscophyceae et de l’ordre des Paraliales.

## Étymologie
Le nom de la famille vient du genre type Radialiplicata, composé du préfixe radial- (du latin radiatilis, rayonnant ), et du suffixe -plicata (du latin plicatilis, « plis ; qui peut se plier »), littéralement « plis rayonnants », sans doute en référence à l'aspect de la diatomée. L'épithète spécifique de l'espèce Radialiplicata sol (du latin sol, soleil) renforce cette idée de rayonnement « tel un soleil ».

## Distribution
Le genre type Radialiplicata est marin tandis que le genre Ellerbeckia vit en eau douce. Ce dernier possède des « archives fossiles » remontant au Crétacé ; l'une de ses espèces descendrait d'un ancêtre très précoce dans l'évolution des diatomées, ce qui rend l’Ellerbeckia  remarquable dans sa survie jusqu'à nos jours dans des habitats très différents.

## Liste des genres
Selon AlgaeBase (24 juillet 2022) :
- Anuloplicata (Glezer) Glezer, 1992
- Bipalla Glezer, 1992
- Ellerbeckia R.M. Crawford, 1988
- Radialiplicata (Glezer) Glezer, 1992

## Systématique
Le nom correct complet (avec auteur) de ce taxon est Radialiplicataceae Gleser & Moisseeva.
Le nom du genre type, Radialiplicata, est considéré comme synonyme de Ellerbeckia. L'espèce holotype étant Radialiplicata sol (Ehrenberg) Glezer, et l'actuel (2022) nom accepté pour l'espèce type étant Ellerbeckia sol (Ehrenberg) R.M.Crawford & P.A.Sims.
Selon DiatomBase (24 juillet 2022) l'espèce Radialiplicata sol Ehr. serait synonyme de :
- Ellerbeckia sol (Ehr.) Crawford & Sims, 2006
- Gaillonella sol Ehr., 1844
- Lysigonium sol (Ehr.) Kuntze, 1891
- Melosira sol (Ehr.) Kützing, 1849
- Orthosira sol (Ehr.) Grunow in Van Heurck, 1882